# قنديل شاكر
الدكتور قنديل شاكر شبير (1931-2005م)، أردني ذو أصول فلسطينية، كان عضواً عاملاً في مجمع اللغة العربية.

## البداية
تخرج قنديل من كلية الطب في جامعة بغداد سنة 1957م، وتتلمذ على يد الدكتور فرحان باقر في الباطنية والسكري وحصل على الزمالة البريطانية للباطنة MRCP عام 1963 وحصل على ماجستير في التعليم الطبي المهني بجامعة الينوي 1980 في الولايات المتحدة.
عمل في الجامعة الأردنية، عميدا لكلية الطب 1977 وعمل أيضا رئيساً مؤسسا لوحدة التعليم الطبي المستمر في كلية الطب، ومديراً عاماً بالوكالة لمستشفى الجامعة الأردنية. ومؤسسا ورئيسا للمستشفى الإسلامي. شارك قنديل بنشاطات متعددة في حقل التعليم الطبي وله بحوث ومقالات عديدة في مجال الطب نشرت في كثير من المجلات العربية والأجنبية.

## العمل الخيري
- التحق بجمعية المركز الإسلامي الخيرية والتي كان هدفها تقديم الخدمة للفقراء والتي غدت فيما بعد أصبحت فيما بعد أكبر جمعية إسلامية للاعمال الخيرية في الأردن.
- بدا بإنشاء المستشفى الإسلامي مع مجموعة من الأطباء ليكون أحد المعالم الخيرية التي تساعد في تخفيف الالام عن المرضى ولتغدو صرحا طبيا أردنيا يقدم اليه.. وتحقق الحلم بإنشاء المستشفى الإسلامي في عام 1983 وأصبح مناره للعلم والتدريب والعلاج على مستوى الشرق الأوسط.. وقد قام بالتبرع بالعمل دون مقابل رئيسا لمجلس إدارة المستشفى الإسلامي منذ تأسيسه (-2003) 1983 وبفضل خبرة الدكتور قنديل فقد حاز المستشفى الإسلامي على اعتراف المجلس الطبي الأردني لتدريب الأطباء وقد كان هو المستشفى الوحيد في القطاع الخاص الذي يحص على هذا الاعتراف.
- قام بتأسيس مدارس دار الأرقم الإسلامية، والتي كانت رائدة المدارس الإسلامية في الأردن، والتي امتزج فيها التربية الإسلامية بالعلم.
- عضو مجلس الأمناء – الجامعة الإسلامية في غزة. قام مع مجموعة من الاكاديميين بتاسيس الجامعة الإسلامية في غزة (جامعة الخيام) والتي اسست في غزة لتأهيل الكفاءات الفلسطينية لتنمية القوى البشرية.

## نشاطات
- عمل رئيساً للجنة الدراسات العليا في المجلس الطبي الأردني
- أسس المركز التعليمي لتنمية القوى البشرية في الجامعة الأردنية عام 1983.
- عضو الهيئة العالمية للإغاثة الإسلامية
- تقلد عدة مناصب استشارية في المجال الطبي والمجلات العلمية ومنظمة الصحة العالمية وتسجيل الادوية ونقابة الأطباء وساهم في تدريب الأطباء في مختلف مناطق المملكة الأردنية الهاشمية وبعض الدول العربية.
- عضو مجمع اللغة العربية بالأردن وقد كان مهتما بتعريب التعليم الطبي
- ممثل الكلية البريطانية الملكية جلاسكو وقد اعتذر عن هذا التمثيل بسبب طلب الكلية دعوة اطباء من (إسرائيل) ضمن مؤتمر كانت الجمعية تنوي عقده.
- تقلد عدة مناصب استشارية في المجال الطبي والمجلات العلمية ومنظمة الصحة العالمية وساهم في تدريب الأطباء في مختلف مناطق المملكة الأردنية الهاشمية وبعض الدول العربية.
- حائز على عدة جوائز تكريمية لجهوده في مجال خدمة الطب ومجالات العمل الخيري.
- ألف العديد من الكتب في المجال الطبي منها على سبيل المثال:«تشريخ جثة الميت لأغراض التعليم الطبي» التدخين والسرطان «و» الأمراض المعدية «و» وله مؤلفات أخرى عديده باللغة الإنجليزية
- نظراً لمجهوداته اللا محدودة في المجال الطبي بالأردن فقد منحه جلالة الملك الحسين بن طلال وسام النهضة ملكي أردني في المجال الطبي.
- وقد اهتم بحكم تخصصه الطبي بتشجيع إقامة المشافي والعيادات المتخصصة وذلك للنهوض بالوضع الصحي في فلسطين، فهو أحد المؤسسين لمستشفى دار السلام بخان يونس، ومبرة الرحمة بفروعها، وغير ذلك.

## صفات شخصية
- ما صبره على الابتلاء فمضرب للمثل الصادق، صيف عام 1979 حينما بلغه نبأ غرق فلذتي كبده الشابين الشهيدين عمار (16 عاماً) وصهيب (15 عاماً) أثناء سباحتهما في بحيرة الحبانية في العراق، وتقاطرت لتعزيته مئات الشخصيات من الأردن وفلسطين والعراق، أودع الله السكينة التامة في قلبه، فعلى امتداد أيام العزاء لم يذرف دمعة واحدة، ولم يكن يردد إلا العبارة الإيمانية: (لله ما أعطى ولله ما أخذ. إنَّا لله وإنَّا إليه راجعون.)[1]